# Národní park Ujung Kulon
Národní park Ujung Kulon je chráněné území v Indonésii, v provincii Banten. Rozkládá se v nejzápadnější části ostrova Jáva (poloostrov Ujung Kulon), ostrově Panaitan a na přilehlých menších ostrůvcích Sundského průlivu. Rozloha parku je přibližně 1200 km² (z toho 64% připadá na pevninu a 36% na okolní moře). V roce 1991 se celý park společně s nedalekou rezervací ostrovů Krakatoy stal součástí světového přírodního dědictví UNESCO. Park je vysoce ceněný zejména díky faktu, že je posledním útočištěm kriticky ohroženého jávského nosorožce.

## Přírodní podmínky
Na území národního parku se zachoval mimo jiné biotop nížinného deštného lesa a pobřežních porostů mangrovů. Průměrný roční srážkový úhrn je 3250 mm, teploty mezi 25 °C a 30 °C.
Kromě nosorožce jávského, jehož populace čítá přibližně 60 jedinců, zde žijí např. druhy jako gibon stříbrný, hulman sundský, hulman jávský, hulman stříbrný, makak jávský, banteng jávský, levhart jávský a dhoul.

## Fotogalerie

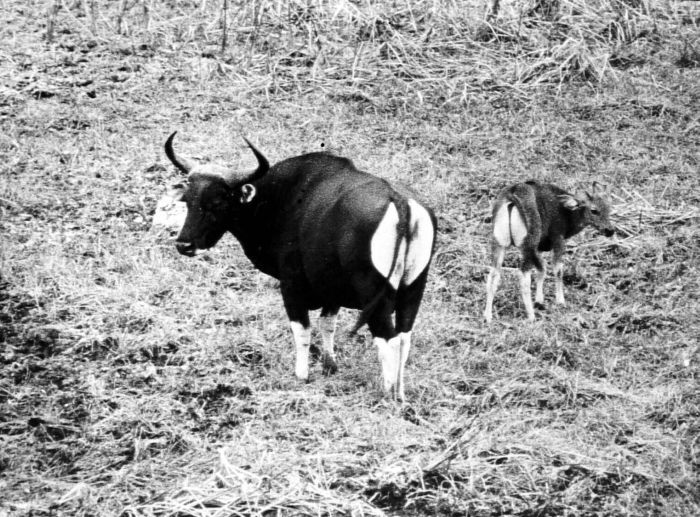
banteng jávský
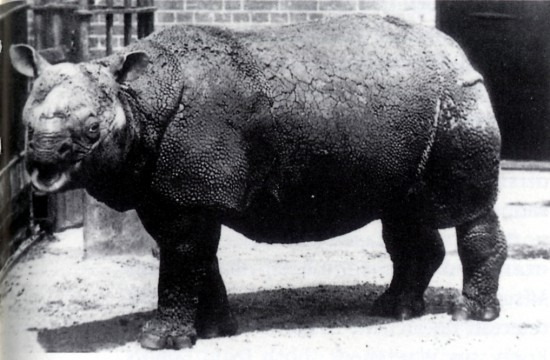
nosorožec jávský
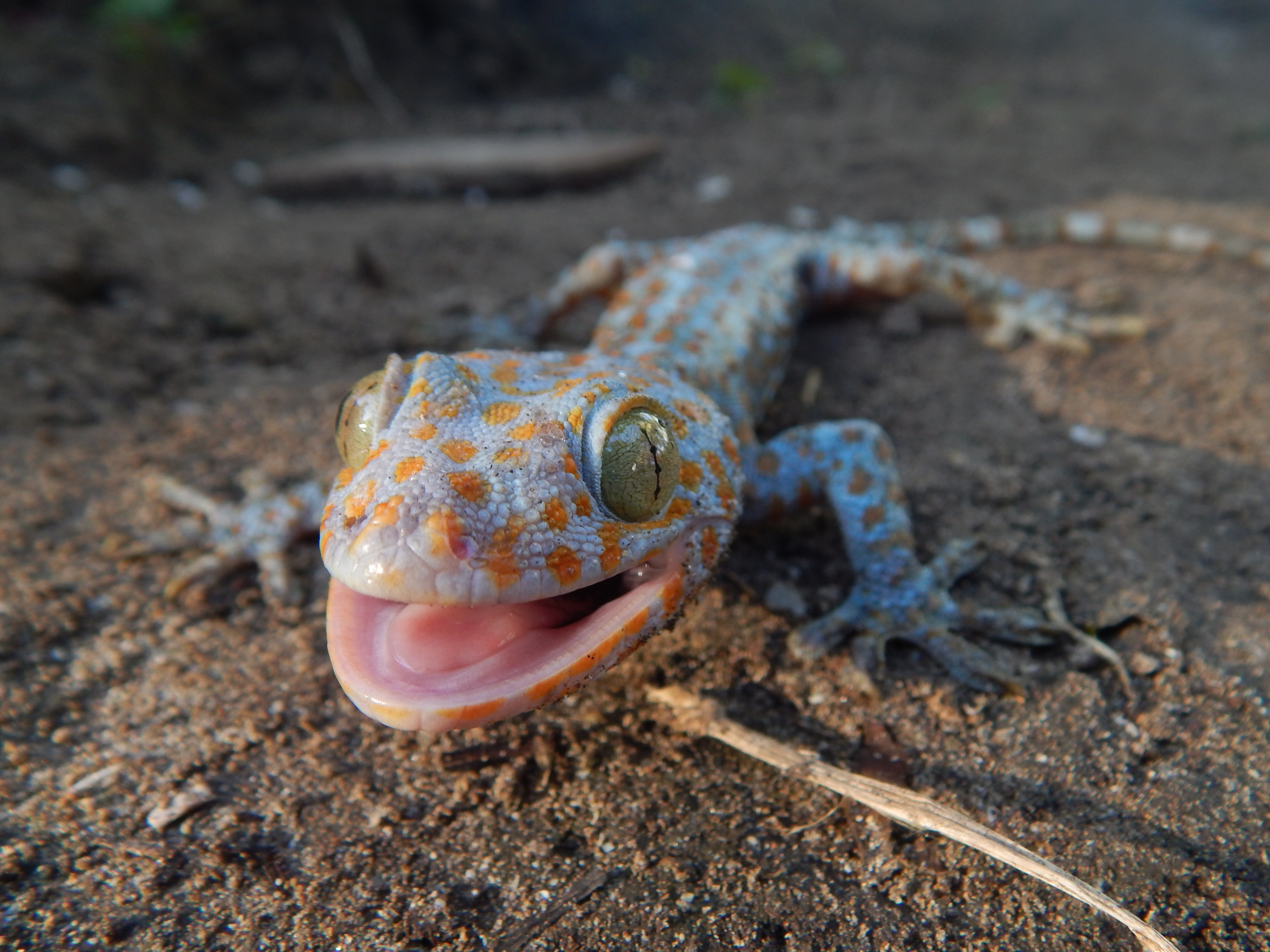
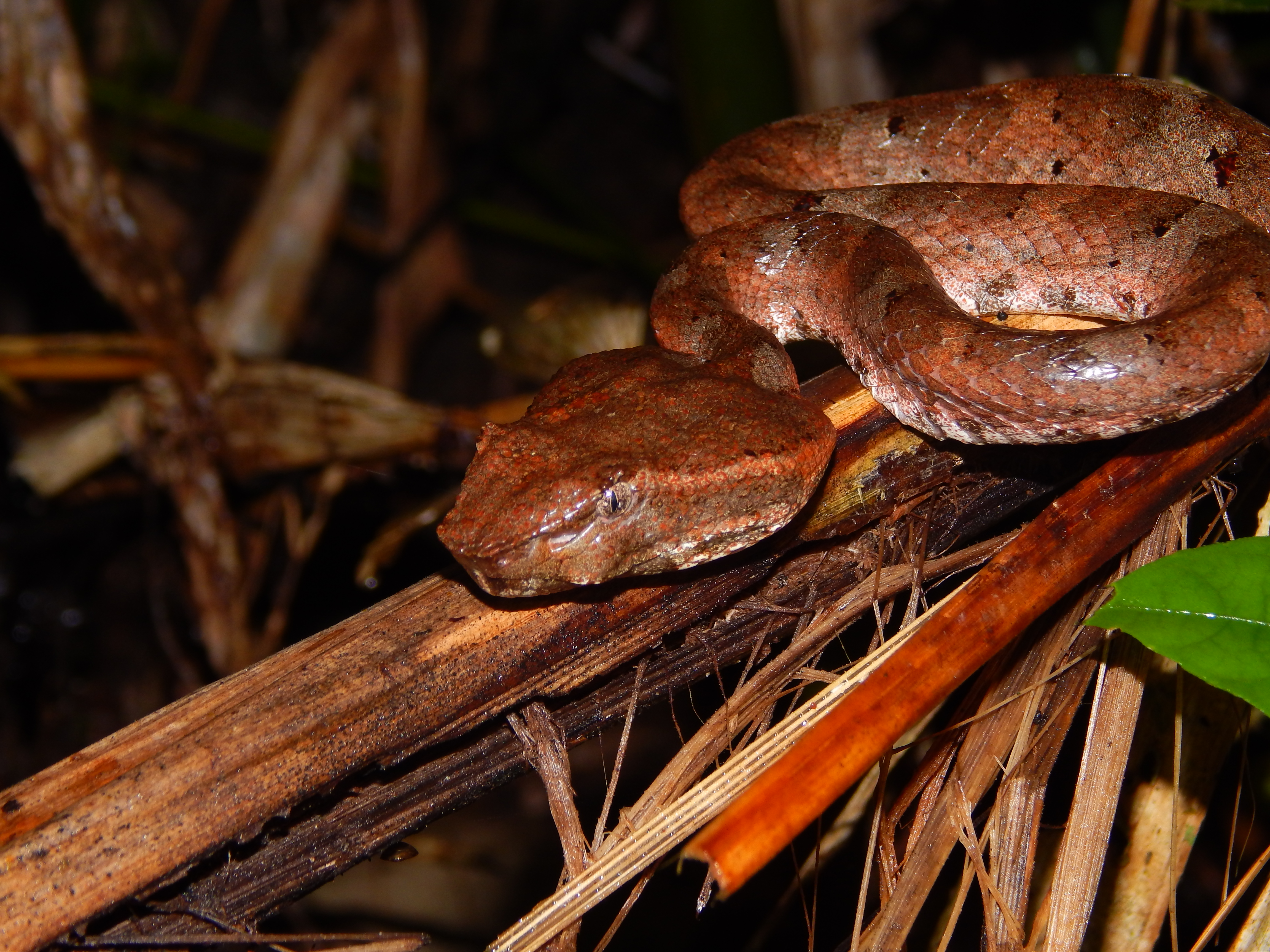